# John Hendricks
John Hendricks (Matewan, 29 de março de 1952) é um empresário estadunidense e fundador e presidente da Discovery Communications, uma empresa de produção de filmes e radiodifusão que possui as redes Discovery Channel, TLC e Animal Planet, entre outros empreendimentos.